# سادابا
سادابا (به اسپانیایی: Sádaba) یک دهستان در اسپانیا است که در استان ساراگوسا واقع شده‌است. سادابا ۱۲۹ کیلومتر مربع مساحت و ۱٬۶۷۱ نفر جمعیت دارد و ۴۵۴ متر بالاتر از سطح دریا واقع شده‌است.

## خواهرخوانده
شهر ناوارنکس خواهرخواندهٔ سادابا هست.